# Alejandro VI
Alejandro VI (Játiva, Reino de Valencia, 1 de enero de 1431-Roma, 18 de agosto de 1503) fue el papa 214.º de la Iglesia católica entre 1492 y 1503. Su nombre de nacimiento era Rodrigo Lanzol y de Borja (en castellano conocido como Rodrigo de Borja y en italiano como Rodrigo Borgia). Hijo de Jofré de Borja y Escrivá y de Isabel de Borja, hermana de Alfonso de Borja, quien fue obispo de Valencia y posteriormente papa Calixto III.
Rodrigo de Borja alcanzó y mantuvo el poder mediante nepotismo, y ascendió dentro de la jerarquía de la Iglesia católica debido a su relación con el papa Calixto III, que era su tío. Esta relación familiar le facilitó el acceso a cardenal diácono y el desempeño de numerosos cargos de gran importancia dentro y fuera de la Curia Romana, que le permitieron hacerse con las influencias políticas y el prestigio que, finalmente, le llevaron al solio pontificio en 1492.
Una vez elegido papa como Alejandro VI, desencadenó y se involucró en decenas de situaciones políticas, envuelto en intrigas y en las tormentosas y traicioneras relaciones entre los poderes internacionales. Buscó a través de alianzas políticas y conspiraciones hacer que su familia se consolidase dentro de la nobleza italiana y acrecentar en toda posible ocasión su poderío, tarea que emprendió en conjunto con sus hijos, Juan, César, Lucrecia y Jofre, los cuales sirvieron como instrumentos de sus maquinaciones políticas.
A través de la Guerra italiana de 1494-1498 y la Guerra de Nápoles (1501-1504) se las ingenió para no solo asegurar su poderío, sino para acrecentarlo, valiéndose de las rivalidades entre las potencias de la época y las tensiones políticas entre las familias de la aristocracia europea, de manera que consiguió durante los 11 años que duró su papado impulsarse hasta la cima del poder en la península itálica.
Las mismas intrigas y poderes que le sirvieron para llevar a la Casa de Borgia a la cima aseguraron su destrucción, pues todo el poder que los Borgia habían obtenido, inclusive el éxito militar de César Borgia, giraba en torno a los Estados Pontificios y por ende dependía de la permanencia de Alejandro VI en el poder, por lo cual la vasta red de condados, principados y territorios que los Borgia habían puesto a sus pies sucumbió ipso facto con su muerte, sellando el destino de César Borgia, quien moriría cuatro años después en 1507, sepultando la era de los Borgia.

## Biografía

### Origen familiar

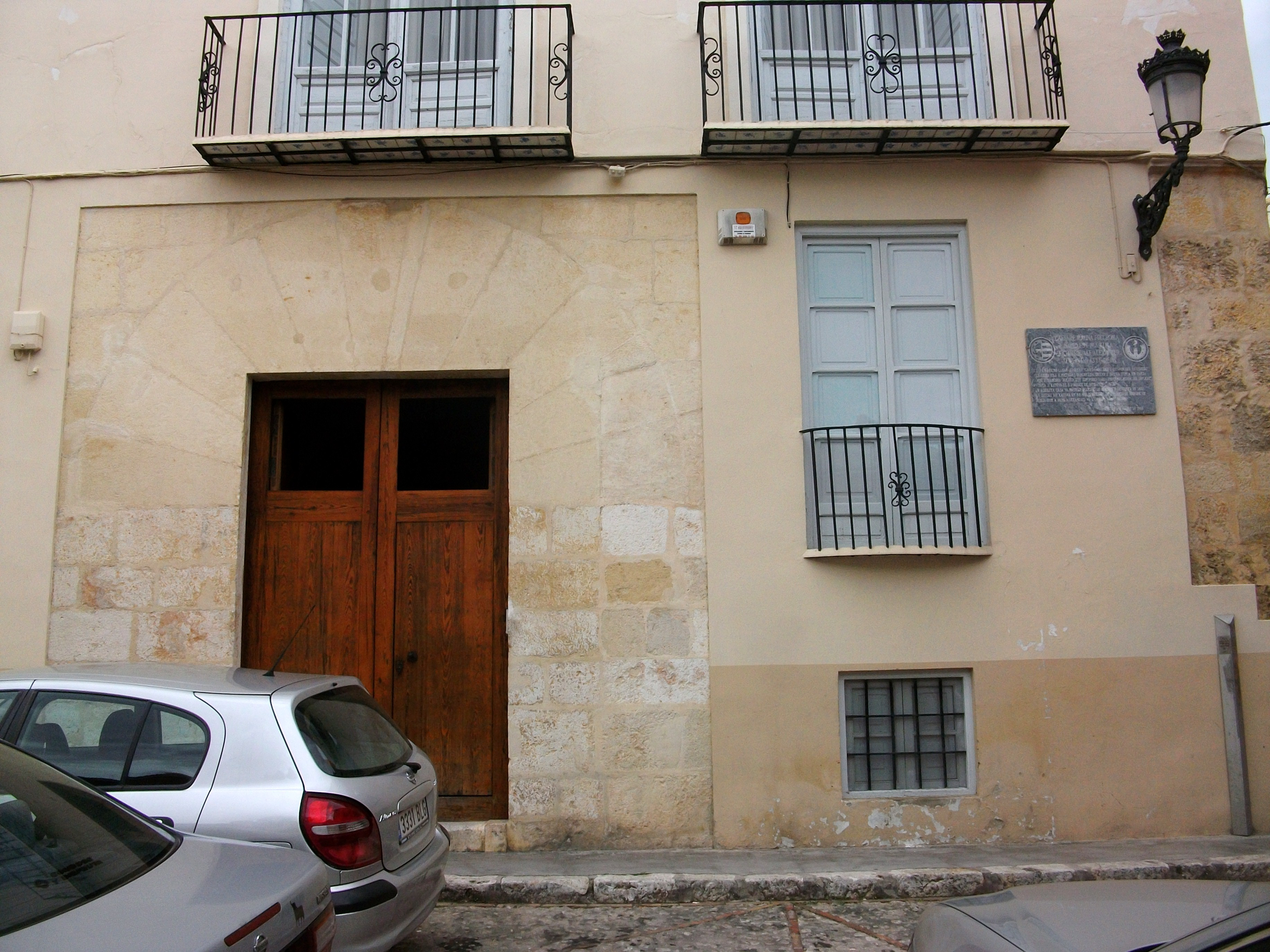
Casa natal de Alejandro VI en Játiva.

Hijo de Jofré de Borja y Escrivá, descendiente de una familia de la pequeña y mediana nobleza de Játiva, originaria probablemente de la ciudad fortificada de Borja en Aragón, atendiendo a la costumbre de muchos de los conquistadores de tomar el apellido del lugar de nacimiento, y de Isabel de Borja, su pariente, descendiente a su vez de Francesca de Fenollet, que procedía de una de las más antiguas familias de la nobleza catalana, su tío materno, Alfonso de Borja, catedrático en la Universidad de Lérida tras estudiar cánones, era ya, en el momento de nacer Rodrigo, obispo de Valencia, cardenal en 1444 y papa Calixto III en 1455.

### Primeros años y carrera eclesiástica

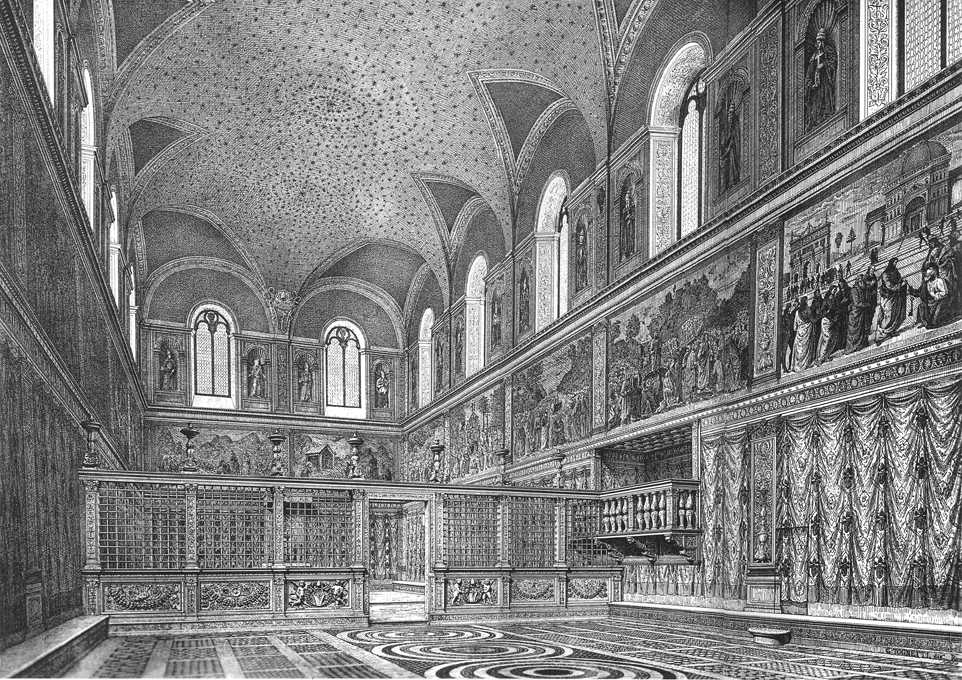
Recreación de la Capilla Sixtina antes de la intervención de Miguel Ángel, lugar de celebración de los cónclaves.

Llamado por su tío a Italia, estudió derecho canónico en la Universidad de Bolonia donde se doctoró en agosto de 1456, aunque no está claro si asistió los cuatro años preceptivos o tuvo dispensa para examinarse antes. 
Ya en febrero de ese mismo año había sido creado cardenal diácono de San Nicolás In Carcere por el papa Calixto III, su tío, y notario apostólico; luego gobernador de la Marca de Ancona, comisario de las tropas pontificias en diciembre de 1457 y Vicecanciller de la Iglesia Romana, cargo que conservó hasta su elevación al pontificado. Paralelamente, en 1457 recibió la administración del obispado de Gerona, que dejó un año más tarde cuando obtuvo el obispado de Valencia en el que permaneció hasta 1492.
En 1458 obtuvo además el título de cardenal diácono de Santa María en Vía Lata.
Cuando fallece Calixto III, el cardenal Rodrigo Borgia, como era conocido, había alcanzado rápidamente una serie de importantes méritos y disponía del prestigio y la influencia necesaria dentro de la institución eclesiástica para asegurar su prevalencia dentro de las altas esferas del poder en la Curia romana.

### Los cuatro papados
Si bien había sido su tío Calixto III el artífice del ascenso de Rodrigo Borgia, ya para el momento de su muerte, este último no solo se mantendría dentro de la institución eclesiástica, sino que continuaría acumulando más cargos y méritos, manteniendo el puesto de vicecanciller de la Iglesia Romana que su tío le había otorgado en 1458 durante los pontificados de los cuatro papas que le sucederían antes de que el mismo Rodrigo se convirtiese en sumo pontífice. Además acumuló numerosos cargos y títulos, por lo que se consolidó como alguien de considerable poder e influencia dentro de la jerarquía eclesiástica. 
Habilidoso y eficiente administrador, Borgia condujo con acierto los asuntos de la cancillería romana durante los treinta y cinco años que ejerció el cargo de vicecanciller de la Iglesia. De hecho, su larga permanencia en el puesto se debe precisamente a su extraordinaria e innegable capacidad para ejercerlo, cosa que fue reconocida hasta por el mismo Giuliano Della Rovere, quien fue acérrimo rival de Borgia. 
Su temprana carrera, junto con la progresiva acumulación de influencias y puestos, le permitirían disponer de la posición y las herramientas para asegurarse una sólida posición dentro del clero. De hecho, más que eso, ya desde muy joven, con sólo 27 años, Rodrigo Borgia tenía claro que su objetivo era sentarse en el «trono de San Pedro» y trabajaría en adelante con el objetivo de lograr dicha meta.

#### Pío II
Para el año de 1458, se convoca a cónclave, al fallecer el papa Calixto III. Rodrigo Borgia tiene una importante participación en la elección del cardenal Eneas Silvio Piccolomini, quien asume el papado con el nombre de Pío II. 
El fallecimiento de su tío no representó obstáculo alguno para la carrera de Borgia, quien con el ascenso de Pío II no solo mantuvo su puesto como vicecanciller de Roma, sino que en 1463 alcanzaría el máximo rango cardenalicio, cuando dicho papa lo eleva a la posición de cardenal protodiácono.

#### Paulo II
En el año de 1464, el papa Pío II fallece y el cónclave es convocado. Nuevamente participa en su papel de cardenal de la Iglesia católica, resultando elegido el cardenal presbítero de San Marcos, Pietro Barbo, quien asume la suma investidura bajo el nombre de Paulo II.
Hacia finales de su pontificado debió ceder su puesto como cardenal protodiácono y las dos diaconías que venía ejerciendo desde el papado de su tío Calixto III, Santa María en Vía Lata y San Nicola en Carcere, pero sin perder la dignidad cardenalicia.

#### Sixto IV
Paulo II fallece en 1471, por lo que se convoca de nuevo a cónclave. Una vez más Borgia participa en el mismo y resulta elegido Francesco della Rovere, quien asume el Obispado de Roma con el nombre de Sixto IV.
Durante este pontificado, Borgia será nombrado cardenal-obispo de Albano y Porto-Santa Rufina en 1471 y 1476, respectivamente, para luego en 1484 alcanzar el título de decano del Colegio Cardenalicio.

#### Inocencio VIII

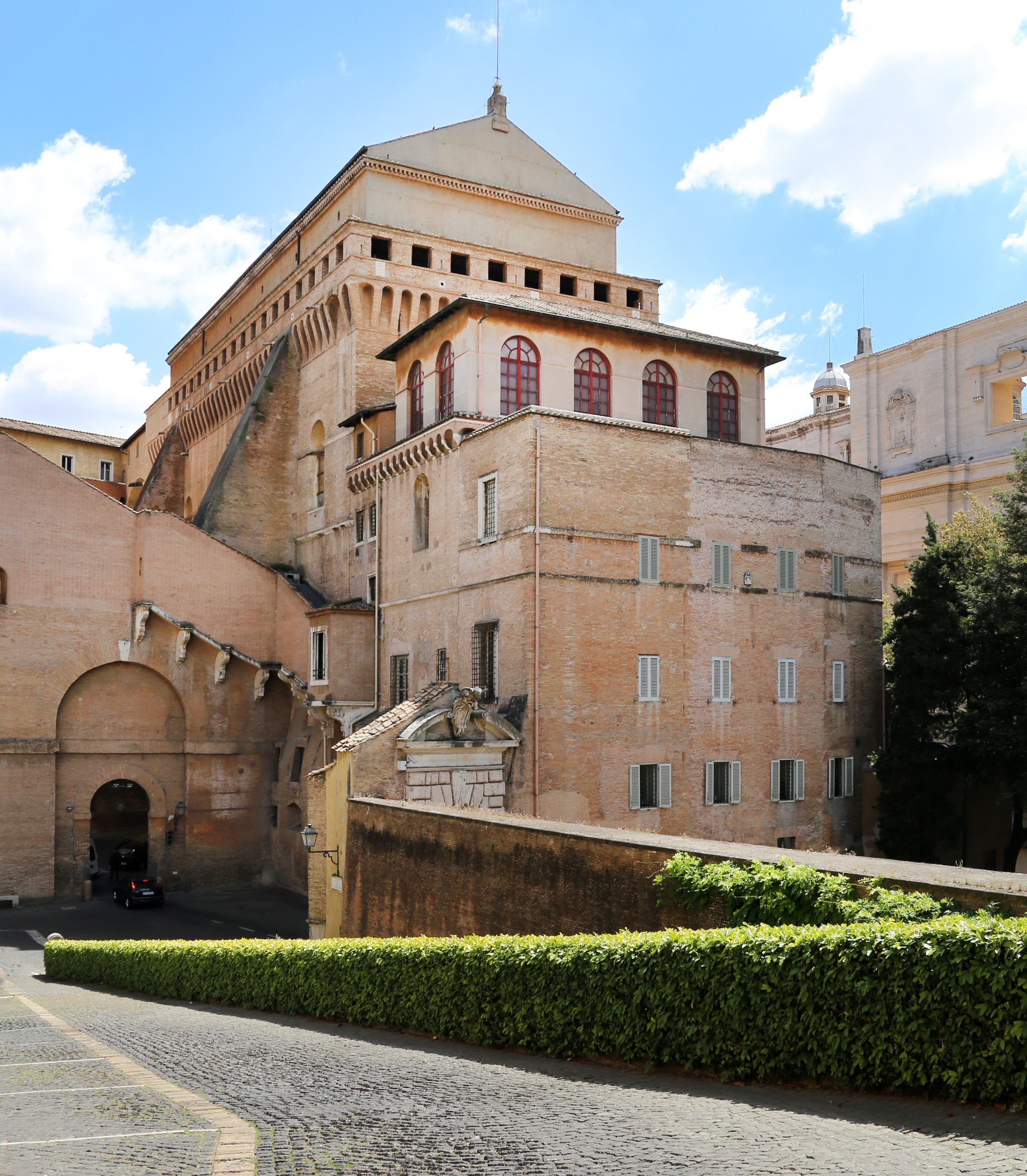
Vista exterior de la Capilla Sixtina

La muerte de Sixto IV trajo como consecuencia un nuevo cónclave, en el cual saldría electo Inocencio VIII. Durante su pontificado, Rodrigo Borgia mantuvo el decanato del Colegio Cardenalicio, además de ser designado obispo de Mallorca mientras su obispado de Valencia, que venía ejerciendo desde el papado de Calixto III, era elevado a la dignidad de archidiócesis, de manera que fue nombrado arzobispo de Valencia.

### Elección
La muerte de Inocencio VIII, el 25 de julio de 1492, dejó vacante el trono de San Pedro y entre los veintitrés cardenales que constituían el Colegio cardenalicio, sólo unos pocos eran los que podían considerarse merecedores de ese privilegio: el milanés Ascanio Sforza, el genovés Lorenzo Cibo, sobrino del difunto, el napolitano Giuliano della Rovere, y el valenciano Rodrigo Borgia, eran sin duda los cuatro más sólidos candidatos a ser el nuevo papa, aunque, al no ser italiano, las posibilidades de Rodrigo Borgia eran escasas. 
Para obtener el pontificado, alguno de los candidatos debía obtener el voto de dos tercios del colegio de cardenales, es decir, que siendo estos veintitrés, el nuevo papa debía contar con al menos dieciséis votos cardenalicios a su favor, para ser reconocido como tal. 
De todos los aspirantes, Rodrigo Borgia resulta ganador del pontificado por un escaso margen en la requerida mayoría de dos tercios, asegurado por su propio voto, por lo que, entre rumores y acusaciones de simonía y sobornos para obtener la corona papal, es proclamado papa en la mañana del 11 de agosto de 1492, bajo el nombre de Alejandro VI.
Aunque infundadas, tales acusaciones no resultarían improbables, pero sí carecen de evidencia de peso para avalarlas, pues nunca hubo pruebas al respecto. No obstante numerosos autores han expresado cuan probable resultaría que, en efecto, varios cardenales hubiesen sido sobornados o hubiesen recibido pagos por sus votos, señalando continuamente como principal motivo que ocho cardenales poderosos, a saber: Della Rovere, Piccolomini, Medici, Carafa, da Costa, Basso, Zeno y Cibo, se mantendrían firmes hasta el final en contra de Borgia, por lo cual el último carecería del apoyo necesario. Sin embargo, si se analiza la situación con cuidado se puede vislumbrar que de ser así, entonces Rodrigo Borgia, aunque hubiese sobornado a todos los restantes cardenales, igualmente no hubiese podido ganar, pues sólo habría dispuesto de quince votos a su favor, uno menos de los necesarios para ganar. 
Más plausible es que en su elección fuera decisivo el apoyo del influyente cardenal Ascanio Sforza, quien era uno de los candidatos para el solio pontificio, pero que no gozaba del apoyo mayoritario del Colegio cardenalicio, por lo cual, Sforza se habría interesado en conseguir el segundo puesto más importante dentro de la jerarquía eclesiástica, el mismo puesto que hasta entonces Borgia había estado ejerciendo desde hacía décadas, la vicecancillería de Roma. De esta manera, Ascanio Sforza habría dado su apoyo a Rodrigo Borgia y, así, uno de los cuatro candidatos salía del grupo de aspirantes, transfiriéndole a Borgia los votos de sus aliados, que fueron los necesarios para su elección. Además, de haber dependido del aspecto monetario, el gran rival de Rodrigo, della Rovere, que provenía de una familia de más poder y riqueza que la de Borgia, habría fácilmente asegurado el solio pontificio por encima de cualquier posible precio que Borgia hubiese podido pagar.

### Pontificado

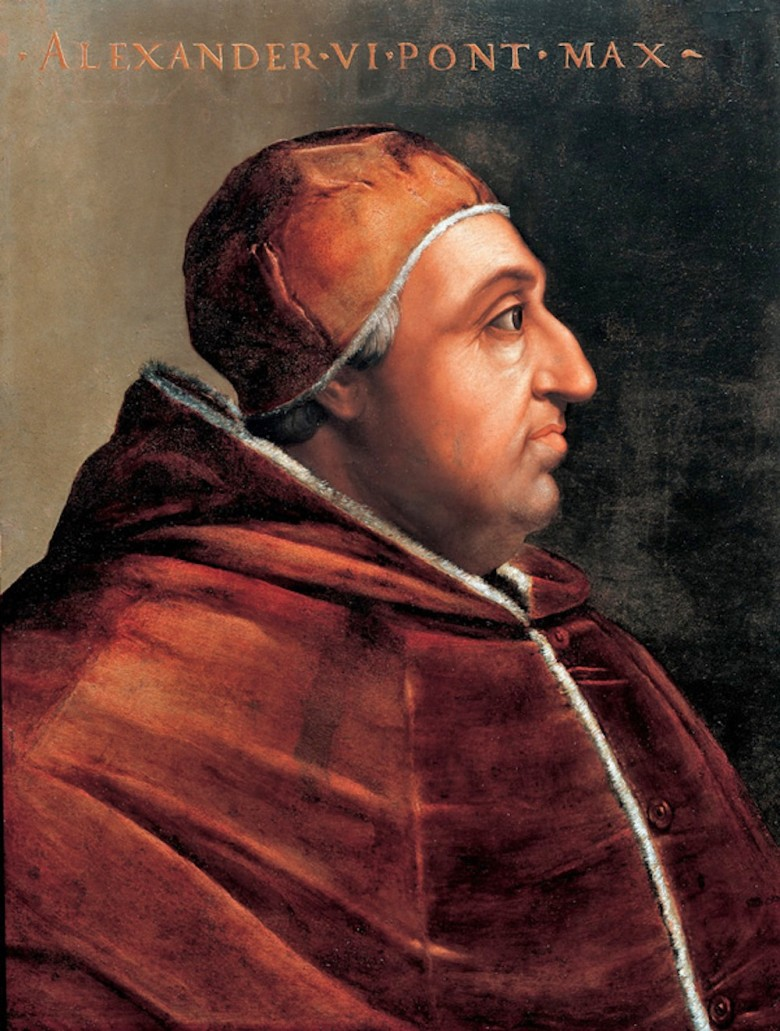
Alexander VI Pont Max, retrato póstumo por Cristofano dell'Altissimo (c., Corredor vasariano, Florencia)

La «leyenda negra de los Borgia» asegura que el ascenso al trono papal de Rodrigo Borgia desencadenó disgusto general en la población, algo que ha sido avalado por varios autores. No obstante, tal afirmación es infundada, tomando en cuenta que Roma era una ciudad abierta a ser conquistada mientras no hubiese un papa designado, y además, aun cuando Rodrigo Borgia fuese ambicioso, también era trabajador y sus labores como vicecanciller de Roma, le habían granjeado el apoyo y una vasta popularidad entre los romanos. Por otro lado, para varios miembros y familias de los círculos de poder en Italia, el ascenso de un papa español generó cierto desdén y puso a la familia Borgia en la mira de muchos enemigos poderosos. 
Ahora que estaban en el centro de los intereses en la península, Alejandro VI tuvo que actuar de prisa. Debía asegurar su estabilidad política, e inició tales labores inmediatamente, empezando por la ciudad de Roma. El nuevo papa, consciente de la grave criminalidad en que Roma se había venido sumiendo, procedió a actuar: en cuestión de meses, ordenó investigaciones, mandando castigar severamente a los delincuentes, para que sirviese su castigo como ejemplo, siendo cada criminal enjuiciado públicamente y sus propiedades destruidas. 
Con el fin de reorganizar administrativamente la ciudad de Roma, la dividió en cuatro distritos, cada uno regido por un plenipotenciario encargado del orden público. Además, reservó los martes para dar audiencia a cualquier súbdito que quisiera expresarle sus quejas. La vigorosa administración de justicia, la reorganización administrativa y la mejora de las condiciones de vida de los romanos, así como las continuas festividades que el nuevo papa se encargó de materializar, hicieron que su pontificado fuese bien recibido en sus inicios por la urbe. 
Alejandro VI también tomó cartas en el asunto de la expulsión de los judíos de España, por medio del Edicto de Granada, emitido el 31 de marzo de 1492, con el cual entre 50 000 y 200 000 judíos fueron expulsados de todos los territorios dominados por el Imperio Español. Esto ocasionó que muchos de los bienes que los judíos dejaron atrás en su salida fuesen transferidos a dos receptores: uno la Corona española y otra la Santa Sede, la cual, además, con Alejandro VI como impulsor, permitió el asentamiento de múltiples familias judías en Roma a cambio de que estas pagasen anualmente un impuesto especial por su permanencia. De esta manera, la Santa Sede pasó a percibir una gran cantidad de ganancias adicionales.
El papa Alejandro VI también atendió el asunto del joven príncipe Cem, hermano del sultán de Constantinopla, a quien recibió bajo su custodia a cambio del pago de una cifra de 40 000 ducados anuales. Tal cuestión se debía a que Cem, al establecerse en Roma, se alejaba de los peligros de su tierra natal, renunciando a sus derechos sucesorios en favor de su hermano, el cual, gustoso, accedió al trato. No obstante, Cem fallecería en extrañas circunstancias poco tiempo después, y, debido a que su hermano deseaba asegurar el trono de Constantinopla, pagó al papado la cifra de 400 000 ducados por la muerte de su hermano, además de correr con los gastos funerarios. Fue esto lo que hizo que se levantasen sospechas acerca de la posibilidad de que los Borgia fuesen responsables de tal acción, pues beneficiaría económicamente las finanzas del papado.
Igualmente, con el objetivo de fortalecer la posición de la familia, Alejandro VI decidió rápidamente tomar disposiciones. Nombró a su hijo Juan, duque de Gandía, Confaloniero de la Iglesia y capitán general de la Iglesia, con el fin de asegurar el dominio militar de Roma. Además tomó acciones para prometer a su hija Lucrezia Borgia en matrimonio, en un conveniente enlace con Juan Sforza, señor de Pésaro, con el cual conseguía aliarse con una de las familias más poderosas de Italia, los Sforza, asegurando una alianza territorial que permitiría el absoluto control sobre la Italia central.
Otra de sus acciones para dar más solidez a su papado fue el aumento de tamaño del colegio cardenalicio, al que se sumarían un total de trece nuevos cardenales, todos aliados y familiares de Borgia y entre los cuales se encontraba su propio hijo, César Borgia, quien hasta entonces había ejercido como arzobispo de Valencia. Con ello, el total de cardenales se elevaba a 36 personas, de los cuales, más de la mitad le eran fieles a él. Además, con esta maniobra pretendía asegurar su sucesión en el papado, probablemente aspirando a que su hijo, César Borgia, algún día fuese electo por aquel grupo de cardenales leales como nuevo papa.

### Primera guerra de Nápoles
El Reino de Nápoles, frecuente campo de confrontación entre aragoneses y franceses, era fuente de conflictos para el papado y para toda Italia. Los Anjou lo habían señoreado en otro tiempo, pero conquistado en 1442 por Alfonso V el Magnánimo, con el beneplácito del papa Eugenio IV había pasado a formar parte de las posesiones de la Corona de Aragón. Cedido en 1458 a Fernando I de Nápoles, hijo ilegítimo de Alfonso V de Aragón, fue regido por aquel hasta su muerte en enero de 1494. La corona habría de pasar por línea directa a su hijo Alfonso II; no obstante, el rey de Francia Carlos VIII de Francia, aprovechando el momento sucesorio, adujo unos lejanísimos derechos al trono napolitano por la fenecida vía angevina para reivindicar su ocupación. A tal efecto, despachó un embajador a Roma en solicitud de la investidura del reino de Nápoles, encontrándose con la negativa de Alejandro VI, quien comisionó a su sobrino, el cardenal Juan de Borja Llançol de Romaní, el mayor, para que coronase a Alfonso II el 8 de mayo de 1494 en Nápoles. El monarca galo no dudó entonces en movilizar sus ejércitos a la conquista de Italia, como paso previo a la liberación de Constantinopla de los turcos y posterior entrada triunfante en Jerusalén.

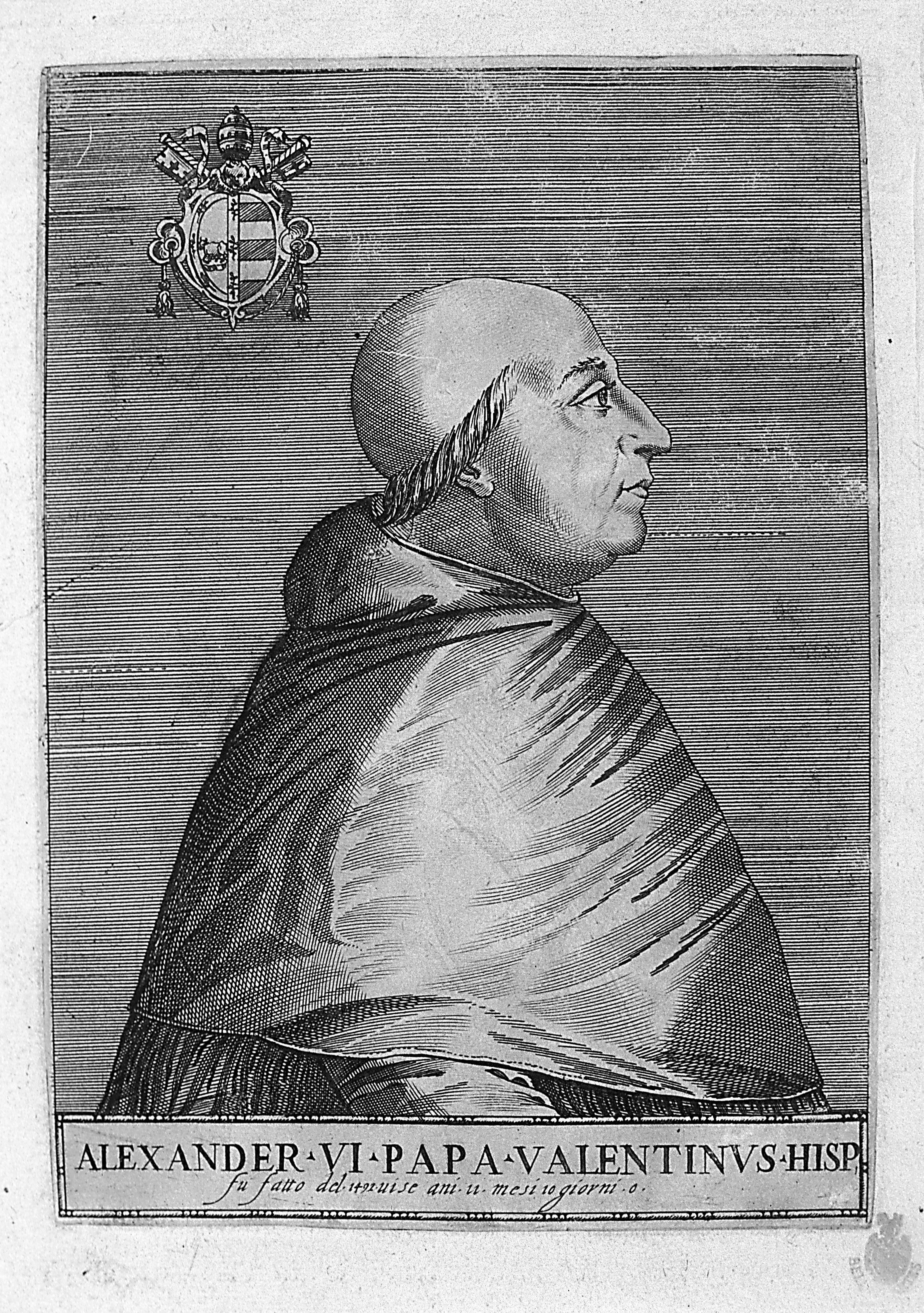
Imagen de Alejandro VI procedente de los archivos de la Biblioteca Nacional de España, Madrid.

El francés irrumpió aclamado en el Ducado de Milán; lo saludaron como salvador en una Florencia abandonada por Pedro II de Médici y enardecida por el fraile Savonarola; aplastó con facilidad la escasa resistencia que le opuso la ciudad de Luca y, sin apenas detenerse en su carrera hacia el sur, alcanzó Roma el último día del año 1494. Hubo gran expectación sobre lo que allí ocurriría; Carlos VIII había manifestado su intención de deponer a aquel papa que había accedido al solio Pontificio por simoníacos procedimientos y que tan indignamente se comportaba. Alejandro VI, cautelosamente, se refugió en el castillo Sant'Angelo aunque nunca perdió la calma. Consciente de que no podía oponerse al francés por la fuerza adoptó ante él un talante de cordialidad y hasta de aceptación. El conquistador se dejó a su vez conquistar por las corteses maneras del pontífice y acabó reconociéndole como papa legítimo y expresándole su filial obediencia. Tranquilizados los ánimos, el ejército francés prosiguió su marcha hacia Nápoles donde entró en febrero de 1495. Alfonso II había abdicado en su hijo Fernando y había huido acogiéndose a la protección de la Corona aragonesa. La ocupación de Nápoles por los franceses se realizó sin enfrentamiento bélico.
Entretanto, Alejandro VI había ido urdiendo su juego. Huyó de Roma ante el inminente regreso desde Campania de Carlos VIII, retirándose al norte en la región de Umbría. En su capital Perusa proyectó asesinar a los miembros de la familia Baglioni, que en ese momento controlaban la ciudad, pero al no presentarse una oportunidad propicia renunció a su plan. Apenas Carlos VIII traspasó los muros de Roma el pontífice, aprovechando los recelos que el fulgurante avance galo provocaba dentro y fuera de Italia, coaligó en su contra a Ferrara, Venecia, Mantua, la misma Milán, más el imperio de Maximiliano I y la doble corona hispánica (Isabel I de Castilla y Fernando II de Aragón); todo ello, unido a sus propios ejércitos pontificios. Acorralado por todos, Carlos VIII no pudo consolidar sus conquistas y a duras penas logró retornar a Francia, maltrecho su ejército. Para el papa se trató de una victoria política sin paliativos.

### Alejandro VI y Girolamo Savonarola

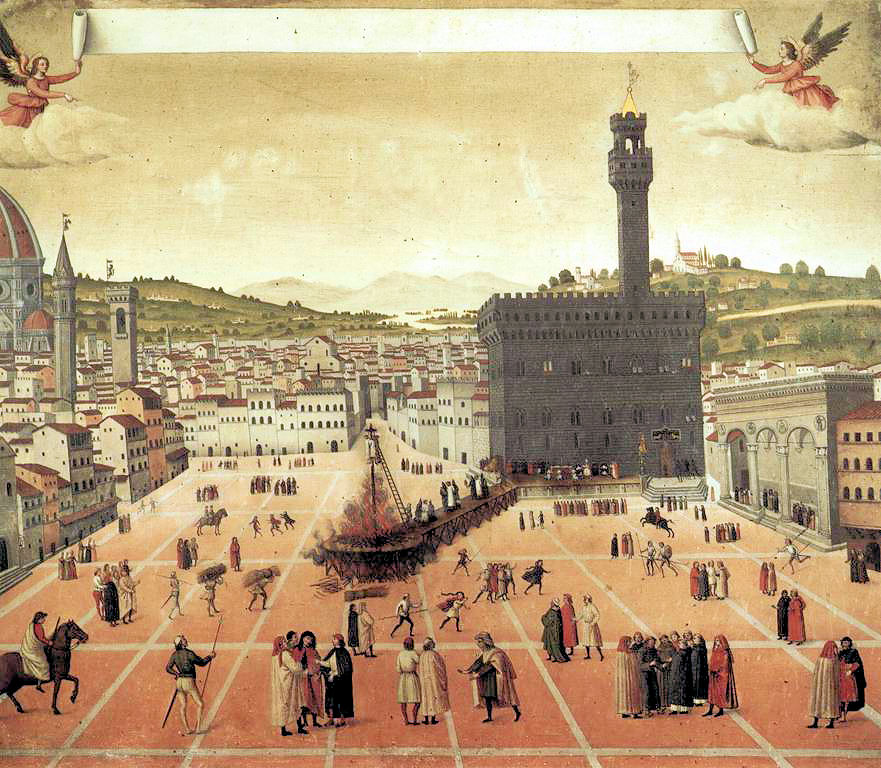
Pintura de la ejecución de Girolamo Savonarola en la Plaza de la Señoría de Florencia.

Mientras que casi toda la península italiana se unía contra los franceses, la República de Florencia permanecía apartada de la liga. Fanatizados los florentinos por las soflamas visionarias del fraile Girolamo Savonarola, habían arrojado a los Médici de sus dominios en 1494 y habían creado una república partidaria de Carlos VIII, «salvador de Italia» dirigida de facto por el propio Girolamo Savonarola.
Savonarola atacó a los Borgia acusándolos de pecadores. Su feroz ataque se centró en el papa Alejandro VI. Alejandro VI pidió a Savonarola que cambiara su actitud intentando primero sobornarlo ofreciéndole el puesto de cardenal. El fraile no aceptó y se mantuvo en su conducta hostil al papa.
Irritado ante tantas críticas, el papa Alejandro VI amenazó a todos los habitantes de Florencia con la pena de entredicho, que significaba prohibir los sacramentos para todos los ciudadanos e impedir que los muertos se enterrasen en cementerios bendecidos, como era costumbre en esos años. Estas amenazas provocaron el terror entre el pueblo de Florencia. El 13 de mayo de 1497 Savonarola fue excomulgado de la Iglesia católica. El 11 de febrero de 1498, Savonarola volvió a subir al púlpito de Santa María del Fiore (Catedral de Florencia) para demostrar antes que nada la invalidez de aquella excomunión, y arremetió con mayor violencia contra la corte de Roma y el papa. Mientras tanto Savonarola había proyectado un concilio ecuménico antipapal que en algún momento depondría a Alejandro VI y para esto envió cartas a los más altos príncipes de la Cristiandad, los reyes de Francia, España, Inglaterra, Hungría y Alemania declarando que Alejandro VI no es verdadero papa y no debe ser reconocido como tal, y acusándolo de herejía, simonía, inmoralidad, no ser cristiano y no creer en la existencia de Dios.
Savonarola insinuó hacer milagros para probar su misión divina, pero cuando un predicador franciscano rival propuso probar esa misión caminando a través del fuego, perdió el control del discurso público. Su confidente, Fra Domenico da Pescia, se ofreció como su sustituto y Savonarola sintió que no podía darse el lujo de negarse. El 7 de abril de 1498 estaba todo preparado; sin embargo Fra Domenico no accede a entrar en las llamas sin acompañamiento de la eucaristía consagrada. Esta actitud llevó a las autoridades florentinas a cancelar el acto programado y el pueblo se volvió contra Savonarola y sus seguidores.
Sus enemigos asaltaron el convento de San Marcos y Savonarola intentó resistir con las armas, pero cuando se presentaron los funcionarios de la ciudad, los siguió. Él y Fra Domenico de Pescia fueron arrestados. Bajo tortura, Savonarola confesó haber inventado sus profecías y visiones. En su celda de prisión en la torre del palacio de gobierno, compuso meditaciones sobre los Salmos 51 y 31.

 
El proceso terminó con su sentencia de muerte, pronunciada el 22 de mayo de 1498 contra Savonarola, y juntamente contra Fra Domenico y Fra Silvestro. Los sentenciados recibieron los sacramentos de la confesión y la comunión. Se los despojó de sus dignidades eclesiásticas, como herejes, cismáticos y despreciadores de la Santa Sede, y luego fueron relajados al brazo secular, ahorcados y sus cuerpos incinerados en la hoguera; y para no dejar a los partidarios de Savonarola ninguna reliquia, se derramaron en el Arno sus cenizas. 

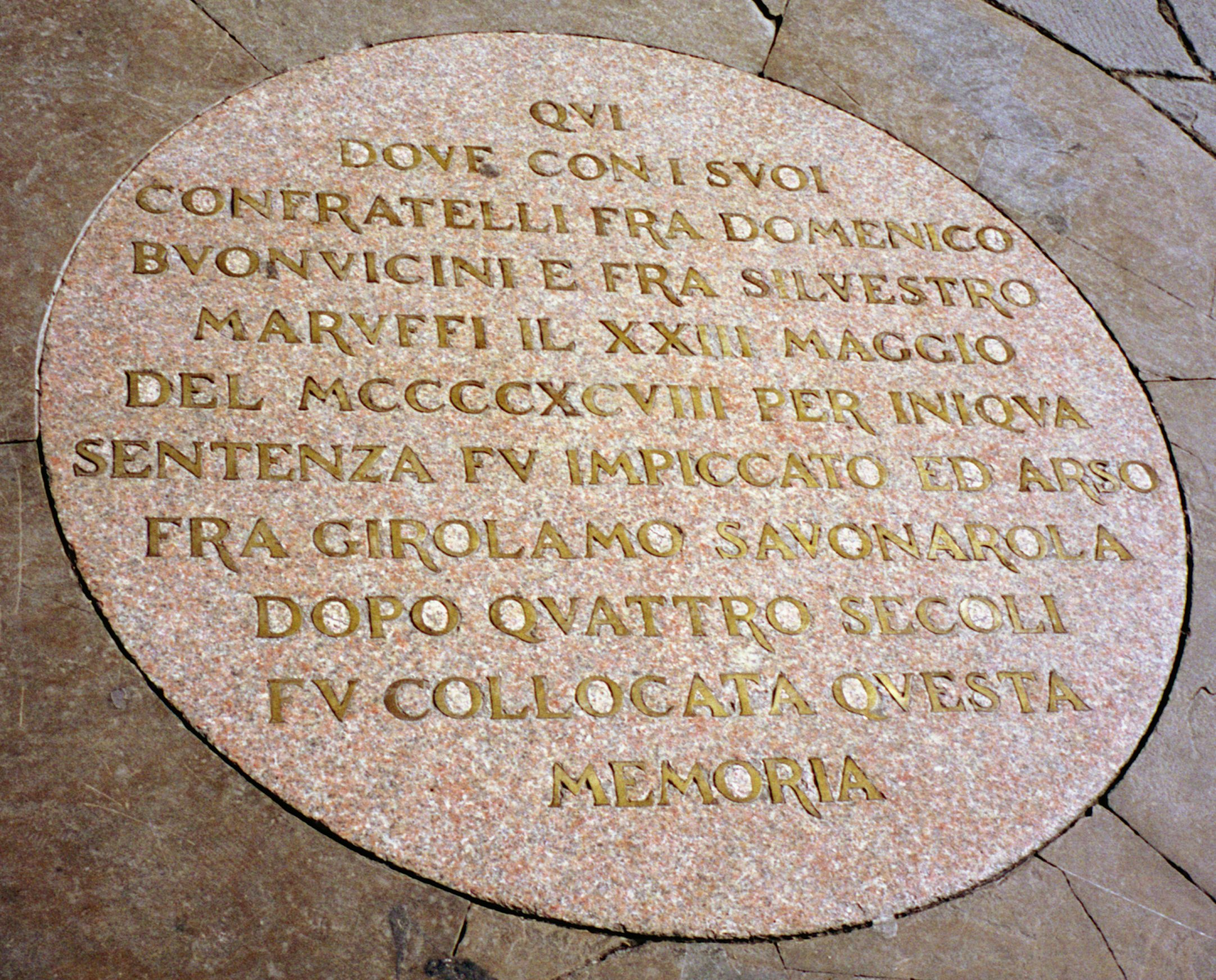
Placa conmemorativa del lugar en el que estaba situada la hoguera en la Piazza della Signoria, Florencia.

### Segunda guerra de Nápoles

Desiderando nui, 1499

En Francia, a la muerte de Carlos VIII (1498), le sucedió su primo, el duque de Orleans, Luis XII de Francia, quien suscribió con Fernando el Católico el tratado reservado de Granada (1500) por el que ambos se repartían el reino de Nápoles, todavía bajo el dominio de Federico I. El papa estuvo de acuerdo, viendo el beneficio que extraería de esta partición. En junio de 1501 depuso al monarca napolitano bajo la acusación de haber urdido un contubernio con los turcos en contra de la cristiandad y permitió que franceses y castellano-aragoneses emprendieran la conquista. Surgidas las primeras desavenencias entre los coaligados, Alejandro evitó decantarse por uno u otro bando; la duda quedó despejada cuando en 1503 Fernando de Andrade y Gonzalo Fernández de Córdoba, el Gran Capitán, derrotaban a los franceses en Seminara, Cerignola y Garellano, inclinando la guerra del lado aragonés; el papa prometió su ayuda una vez fuera tomada Gaeta, pero murió antes de que llegase a ocurrir.

### Muerte

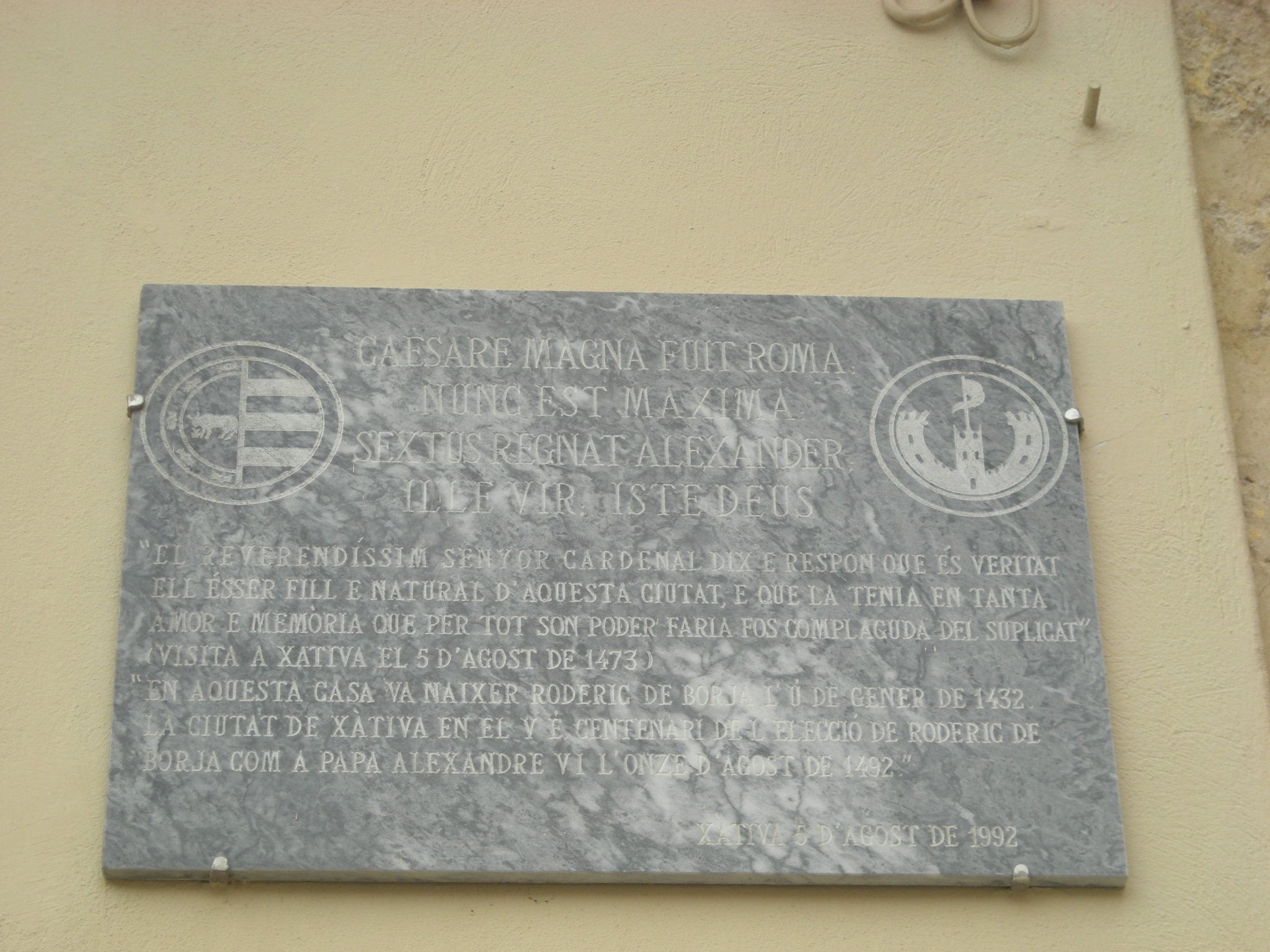
Placa conmemorativa dedicada a Alejandro VI en Játiva.

El 6 de agosto de 1503, Alejandro VI y su hijo, César Borgia, celebraron un banquete en la residencia campestre del cardenal Adriano da Corneto, en compañía de otros comensales. Varios días después todos ellos cayeron gravemente enfermos; la juventud de César le permitió superar la enfermedad, pero el papa Alejandro falleció a los 72 años, el 18 de agosto.
La causa de su muerte es desconocida. Inmediatamente después de producirse, se difundieron los rumores de que el fallecimiento había sido producido por la ingestión de un veneno que César Borgia había preparado para asesinar a los otros convidados, y que por el error de uno de los sirvientes les fue suministrado a ellos mismos; este hecho fue dado por cierto por varios historiadores contemporáneos entre los que se contaron Francesco Guicciardini y Paolo Giovio; posteriormente Juan de Mariana, o W. H. Prescott extenderían la misma teoría.
Otros autores ponen en duda este argumento, atribuyendo la muerte del papa a los aires malsanos del verano en la campiña italiana, donde en aquellas fechas la malaria hacía estragos entre toda la población; Voltaire y Ludwig von Pastor son algunos de los que sostienen esta línea.
Fue enterrado, junto a Calixto III, en la basílica de San Pedro. Cuando el obelisco de Nerón fue trasladado al centro de la plaza, se destruyó el monumento funerario y se recogieron los restos en una urna que años después se llevó a la iglesia de Santa María de Montserrat de los Españoles.

## Las artes

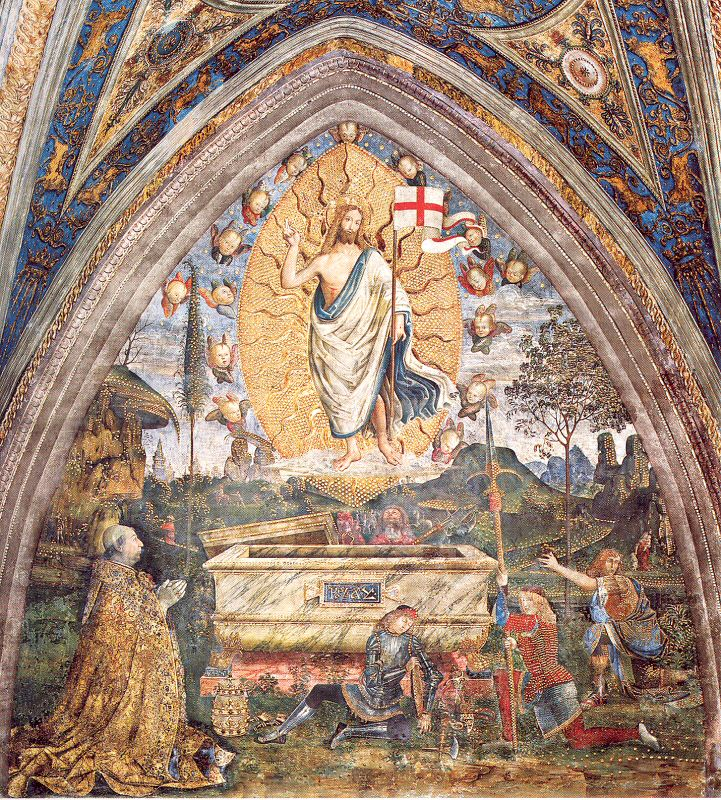
Apartamento Borgia, Resurrección de Cristo con el Papa Alejandro VI arrodillado (1492-1494)

Alejandro VI era conocido por su patrocinio y afición a las artes. Pidió a Pinturicchio pintar lujosamente un conjunto de habitaciones en el Palacio Apostólico en el Vaticano, que hoy se conocen como los Apartamentos Borgia. 
Además de las artes, también alentó el desarrollo de la educación. En 1495, emitió una bula papal a petición de William Elphinstone, obispo de Aberdeen, y el rey Jaime IV de Escocia aprobando la creación de la Universidad de Aberdeen. A petición del arzobispo de Valencia Pedro Luis de Borja Llançol de Romaní, expide la bula de creación de la Universidad de Valencia en 1501 y el rey Fernando II de Aragón autoriza la fundación en 1502.

## Política

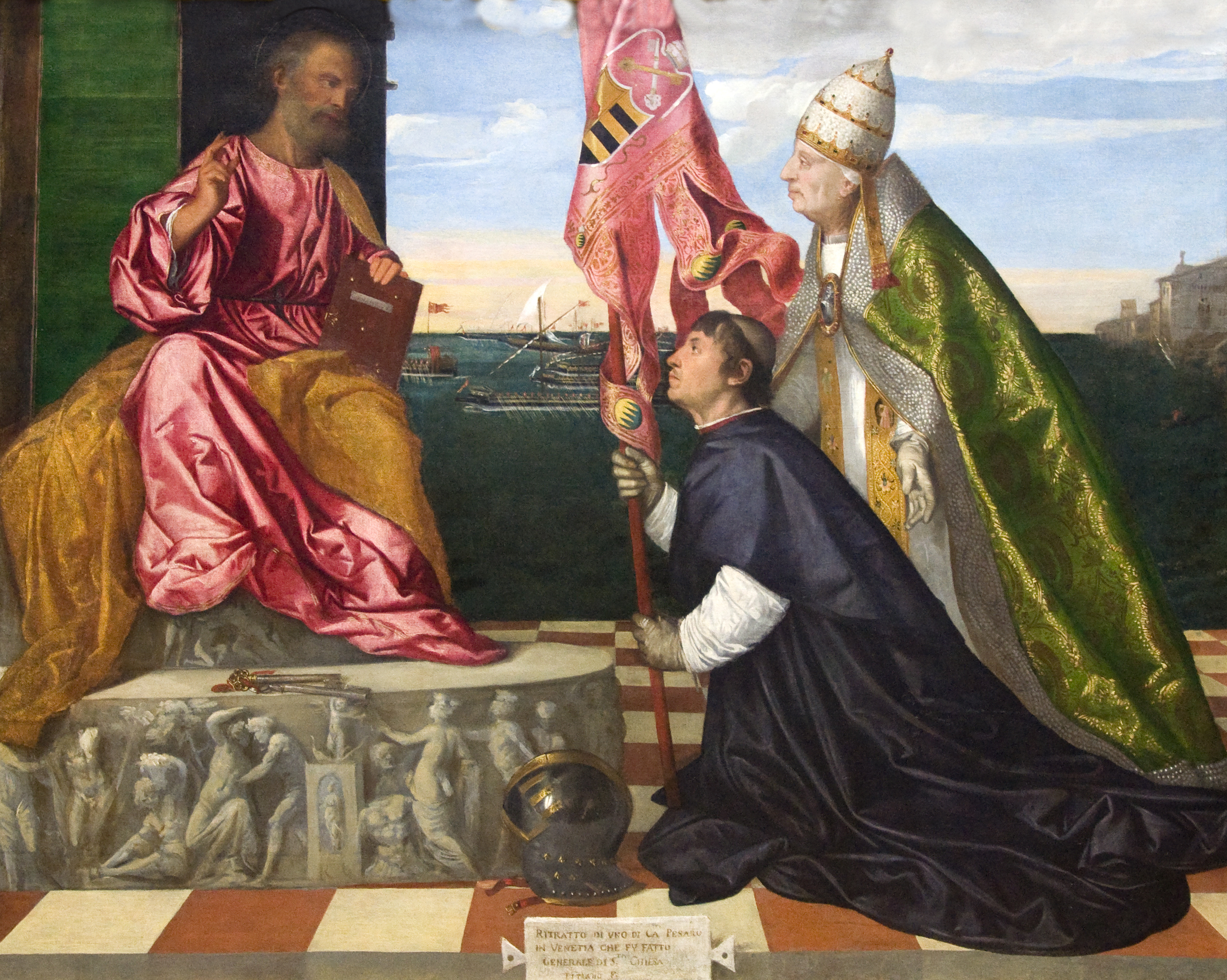
Alejandro VI y Jacopo Pesaro ante san Pedro, Tiziano, 1506. La escena naval del fondo, el estandarte y el yelmo ambientan bien el momento histórico.

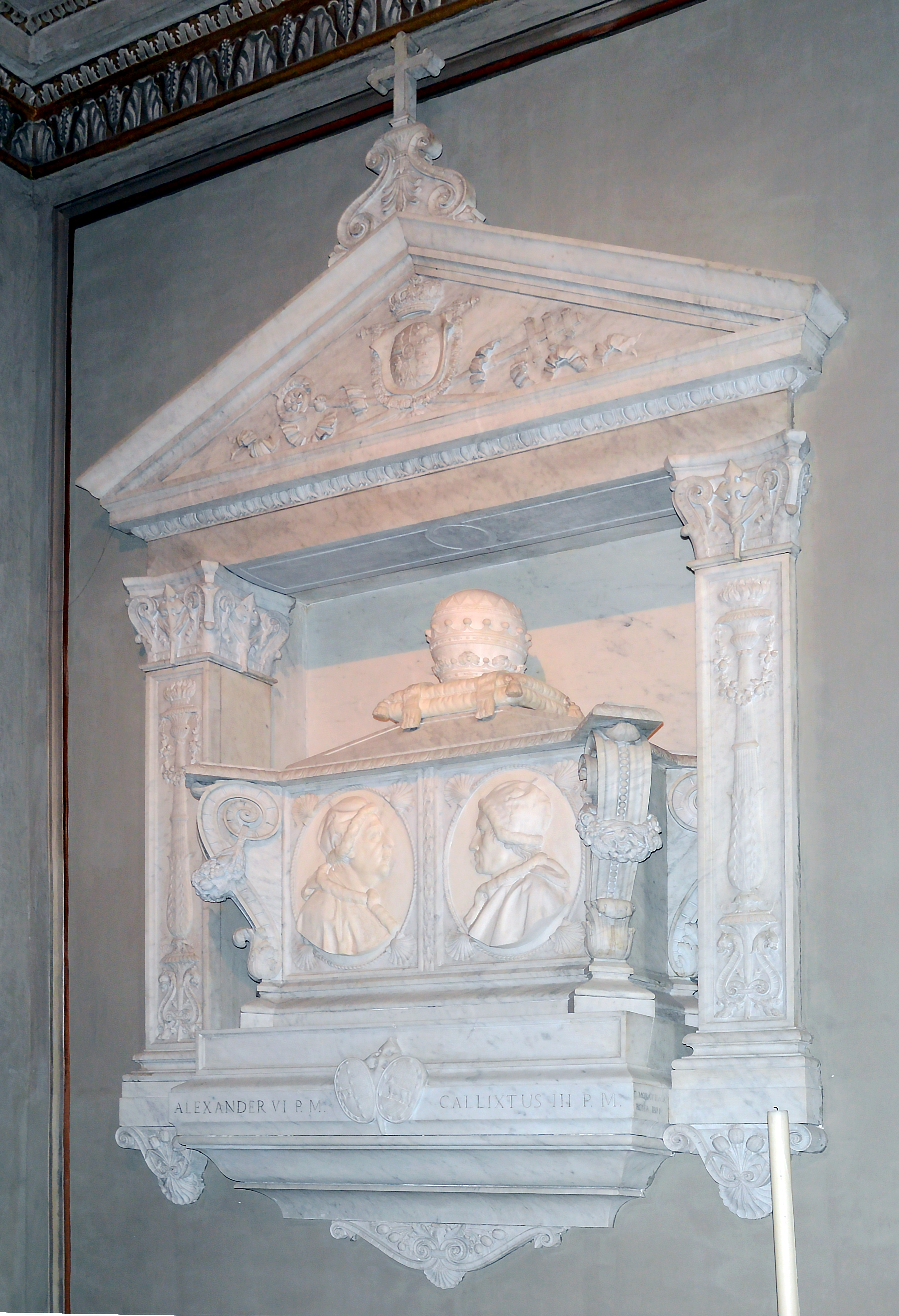
Sepulcro de Calixto III y Alejandro VI en Santa María de Montserrat, Roma

Una de las primeras cuestiones que abordó el papa Alejandro VI fue el reparto de las tierras del Nuevo Mundo entre las dos potencias que optaban a su descubrimiento, colonización y dominio: Castilla y Portugal. En las Bulas Alejandrinas de 1493 (las dos Inter cœtera, Eximiœ devotionis y Dudum siquidem), previas al Tratado de Tordesillas (1494), se fija el meridiano divisorio de las zonas de influencia castellana y portuguesa a cien leguas de las Azores y Cabo Verde.
El ascenso de Alejandro VI al solio papal marcó un punto clave en la política italiana e internacional, siendo él mismo el comienzo de toda una nueva etapa en cuanto al balance del poder en Europa.
Es claro que la más grande ambición de Alejandro VI era lograr que su familia dominase toda península italiana, lo cual aspiraba a lograr mediante las alianzas y convenientes enlaces de su familia con las más poderosas dinastías italianas, usando tales vínculos, en conjunto con el poder del papado, para conseguir la sumisión de toda la península.
Alejandro VI, además, en parte por sus orígenes valencianos, tomó a la monarquía hispánica como su más poderoso aliado, al beneficiarla en el proceso de distribución de tierras del Nuevo Mundo, además de otorgar a los reyes españoles el título de Reyes Católicos y también apoyar en el ámbito internacional a tal imperio. Esta acción, le benefició ampliamente, pues en lo sucesivo, la Corona Española, fue muy allegada a su papado, además de darle el aval internacional que quería. No obstante, permaneció aparentemente neutral con respecto al Reino de Nápoles, puesto que dicho territorio era reclamado tanto por la Corona Española como por la Corona Francesa, así pues, jugó en el ámbito internacional con las aspiraciones de ambas potencias, de acuerdo a las circunstancias.
Su acercamiento inicial a España, no le impidió aproximarse a la órbita de la segunda gran potencia de la época, Francia, con quien tuvo algunos roces iniciales durante la primera guerra italiana de 1494, pero gracias a sus dotes diplomáticas fue capaz de dominar la situación y en lo sucesivo su acercamiento con el país galo, sería de gran ayuda en sus planes.
Alejandro VI justificando el incumplimiento del tributo que los vasallos que tenía la Santa Sede en la romagna habían dejado de efectuar, decretó mediante una bula papal su deposición en 1499 y encargó la ejecución de la sentencia a su hijo César Borgia que empezó una campaña militar (financiada y apoyada por el rey Luis XII de Francia) para hacerse con el control efectivo de esos feudos y entregárselos al mismo César Borgia.

## Percepción histórica

### Análisis general
Un juicio imparcial de la carrera de este personaje debe, por principio de cuentas, distinguir entre el hombre y su puesto. Entiéndase, pues, que de acuerdo a los estándares de su época, la carrera eclesiástica de Rodrigo Borgia fue peculiar. Hecho cardenal a sus 20 años de edad, ejerciendo como Obispo de Valencia, y posteriormente Vicecanciller de Roma a sus escasos 22 años permaneciendo en dicho cargo, hasta su elección como papa. Desde luego, en dicha carrera, mucho tuvo que ver la influencia de su tío, el papa Calixto III, así como también dependió mucho de su influencia sobre el entorno cardenalicio.
Sin embargo su ascenso al papado no deja de ser controvertido, por el simple hecho de que alguien que incurriese en tales acciones, no puede ser catalogado como digno de ser el Representante de Dios en la Tierra, pero, debemos entender que si dicho juicio se emite en contra de Borgia, también deberían ser catalogados exactamente de la misma manera todos los papas del renacimiento, tales como Sixto IV, Julio II, León X o los cardenales Guillaume d'Estouteville, Pedro González de Mendoza quienes incurrieron en las mismas prácticas de Alejandro VI. En palabras de Pastor, hay que separar entre los actos personales de Alejandro VI y lo referido a la propia Iglesia Católica:

No afecta el valor intrínseco de una joya, ni la moneda de oro pierde su valor cuando pasa por unas manos sucias. Del sacerdote, como funcionario de una Iglesia santa, se espera una vida inmaculada, tanto porque por oficio él debe ser un modelo de virtud al que los laicos deben ver como ejemplo, como porque con su vida virtuosa puede inspirar a otros a respetar la sociedad de la cual él es un adorno. Pero los tesoros de la Iglesia, su carácter divino, su santidad, la revelación divina, la gracia de Dios, la autoridad espiritual, como bien se sabe, no dependen del carácter moral de los funcionarios de la Iglesia. Aún el más elevado de los sacerdotes no puede disminuir ni en nada el valor intrínseco de los tesoros espirituales que se le han confiado.

### Críticas y defensa

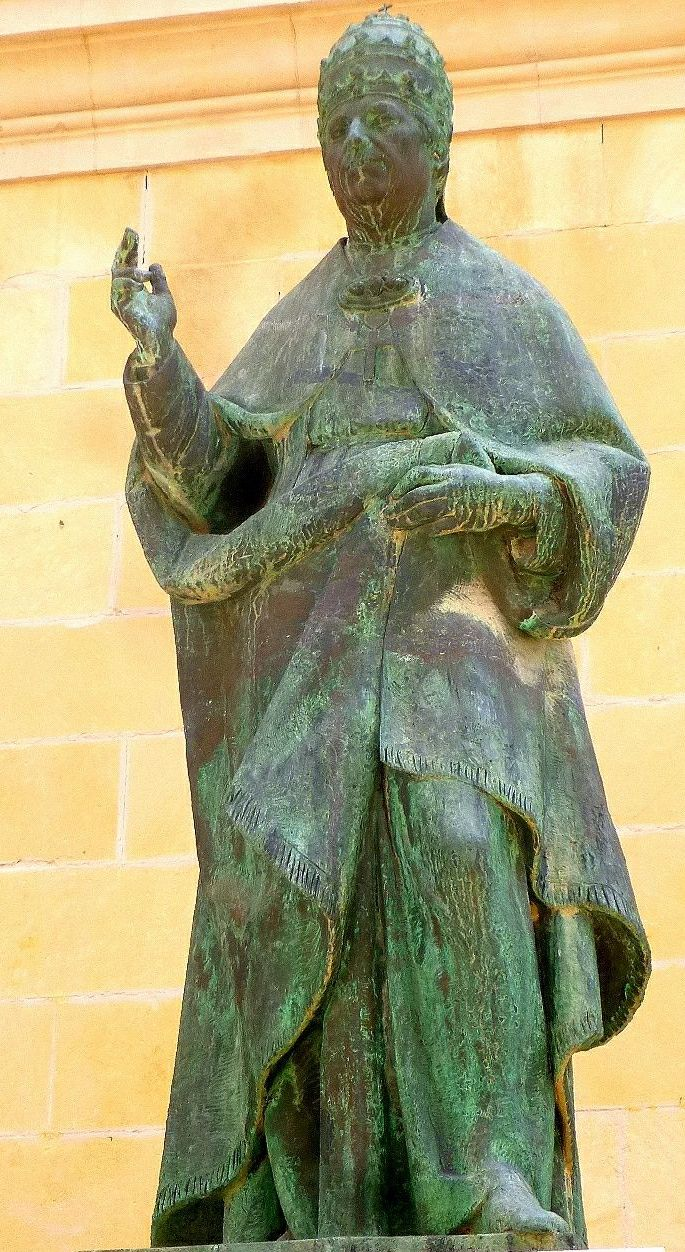
Monumento a Alejandro VI en Játiva (Valencia)

Las denuncias más severas contra Alejandro VI, por proceder del ámbito oficial, son las de sus contemporáneos católicos: el cardenal Giuliano Della Rovere, futuro papa Julio II, el cardenal agustino y reformador, Egidio de Viterbo, en su manuscrito Historia XX Saeculorum conservado en la Biblioteca Angelica de Roma y el oratoriano Odorico Rinaldi con los semioficiales Anales de Baronius. Fueron estos los tres principales críticos de Alejandro VI, en Roma, acusándolo de haber cometido simonía para conseguir el ascenso al «Solio Pontificio» y llegando Della Rovere a acusarlo también de transgredir el código eclesiástico, rompiendo el celibato al sostener una relación con Julia Farnesio. 
Otro contemporáneo, Nicolás Maquiavelo, ha dejado esta visión del pontífice en su tratado El príncipe:

El papa Alejandro VI no hizo jamás otra cosa que engañar a sus prójimos, pensando incesantemente en los medios de inducirles a error y encontró siempre ocasiones de poderlo hacer. No hubo nunca nadie que conociera mejor el arte de las protestas persuasivas ni que afirmara una cosa con juramentos más respetables, ni que a la vez cumpliera menos lo que había prometido. A pesar de que todos le consideraban como un trapacero, sus engaños le salían siempre al tenor de sus designios, porque, con sus estratagemas, sabía dirigir a los hombres.

En lo que concierne a su defensa, muchos historiadores católicos en lo sucesivo no dedicaron mayor esfuerzo a contrarrestar las afirmaciones y acusaciones que se fueron haciendo a Rodrigo Borgia, a tal punto se denota esto que para mediados del siglo XIX, Cesare Cantu escribió que Alejandro VI era el único Papa que nunca tuvo un apologista. En consecuencia, no resulta difícil entender la razón por la cual, la «Leyenda Negra de los Borgia», logró formarse y adherirse al pensamiento general, con tanta facilidad al carecer Alejandro VI, de defensores que pudiesen contrarrestar todas las acusaciones que se le hicieron, lo que acabó sacando al personaje de su contexto.
No obstante, ha habido algunos escritores católicos, tanto en libros como periódicos, que han intentado defenderlo de las acusaciones más duras de sus contemporáneos. Pueden mencionarse, por ejemplo, el dominico Olivier, con su obra Le Pape Alexandre VI et les Borgia (París, 1870), de cuya obra únicamente apareció un volumen, que trata sobre el cardenalato del papa y Papa Alessandro VI secondo documenti e carteggi del tempo, de Leonetti (3 vols., Bologna, 1880). En España en 1878 el tradicionalista José de Palau y de Huguet lo defendió de sus imputaciones en su obra La falsa Historia.
Estos y otros documentos se escribieron, en parte, para reducir el escarnio contra la reputación de la Iglesia católica, y en parte, por las críticas de numerosos escritores, como el caso de Víctor Hugo entre muchos otros. Sin embargo, los intentos de eliminar la mala imagen de Alejandro VI, fueron fracasos rotundos y los posteriores escritos de Henri de l'Epinois en la «Revue des questions historiques» publicada en 1881, que fueron luego utilizados por el «Diario de Burchard» y avalados por historiadores e intelectuales tales como el bolandista Henri Matagne y Von Reumont, el historiador católico de la Roma medieval, ocasionaron que, en palabras de Ludwig von Pastor:

Resultase imposible para siempre cualquier intento de salvar la reputación de Alejandro VI.

## Descendencia
Alejandro VI fue un hombre amante de los placeres sensuales, rasgo que mantuvo inalterado durante toda su vida.
De madre desconocida, tuvo tres hijos: Pedro Luis, nacido hacia 1468 en Roma, primer duque de Gandía, Jerónima, nacida hacia 1470, reconocida como hija y generosamente dotada al contraer matrimonio con Gian Andrea Cesarini, noble romano, e Isabella Borja, casada con Pietro Matuzi, oficial de la curia.
Con Vannozza Cattanei:
- Juan, duque de Gandía (1474–1497), casado con María Enríquez de Luna, con quien procreó a Juan II, segundo duque de Gandía, a su vez, padre de Francisco de Borja, tercer general de los jesuitas, cuya hija Isabel es bisabuela materna de la reina Luisa de Guzmán, esposa de Juan IV de Portugal, y ascendiente de toda la dinastía portuguesa de Braganza.
- César (1475–1507), casado con Carlota de Albret, con quien tuvo una hija legítima llamada Luisa, que casó con Felipe de Borbón, Barón de Busset, siendo ambos ancestros de la Casa de Borbón-Busset.
- Lucrecia (1480–1519), casada, por este orden, con Giovanni Sforza (señor de Pésaro), Alfonso de Aragón, príncipe de Salerno y duque de Bisceglie, y Alfonso d'Este (príncipe de Ferrara). De los últimos dos matrimonios tuvo Lucrecia descendencia legítima; en el primer matrimonio fue madre de Rodrigo, Duque de Bisceglie, y en el segundo, de Hércules II e Hipólito II. A través de su segundo matrimonio, Lucrecia Borgia tiene también descendencia en muchas de las actuales familias reales europeas.
- Godofredo Borgia (o Jofré Borja) (1481–1516), casado con Sancha de Aragón y Gazela, hermana de Alfonso de Aragón, esposo de Lucrecia, ambos hijos del rey Alfonso II de Nápoles.

Siendo cardenal tuvo relaciones sexuales con Julia Farnesio, casada con Orsino Orsini, pero no está acreditado que fuese padre de su hija, Laura Orsini, a la que, al contrario de lo que hizo con sus restantes hijos, no dio trato especial. Siendo ya papa tuvo otros dos hijos de madre desconocida: Juan de Borja, duque de Nepi, legitimado en 1501 primero como hijo de César Borja, y Rodrigo de Borja, nacido hacia 1503, abad de Ciciano di Nola tras ser dispensado de ilegitimidad por León X que lo decía «de romano pontifice genitus et soluta» (nacido de romano pontífice y de mujer no casada).

## Ascendencia
|  |                                                             |  |  |  |  |  |  |  |  |  |  |  |  |  |  |  |
|  | 16. Gonzalo Gil de Borja                                    |  |  |  |  |  |  |  |  |  |  |  |  |  |  |  |
|  |                                                             |  |  |  |  |  |  |  |  |  |  |  |  |  |  |  |
|  |                                                             |  |  |  |  |  |  |  |  |  |  |  |  |  |  |  |
|  | 8. Rodrigo de Borja                                         |  |  |  |  |  |  |  |  |  |  |  |  |  |  |  |
|  |                                                             |  |  |  |  |  |  |  |  |  |  |  |  |  |  |  |
|  |                                                             |  |  |  |  |  |  |  |  |  |  |  |  |  |  |  |
|  | 4. Rodrigo Gil de Borja y Anglesola                         |  |  |  |  |  |  |  |  |  |  |  |  |  |  |  |
|  |                                                             |  |  |  |  |  |  |  |  |  |  |  |  |  |  |  |
|  |                                                             |  |  |  |  |  |  |  |  |  |  |  |  |  |  |  |
|  | 9. Sabina de Anglesola                                      |  |  |  |  |  |  |  |  |  |  |  |  |  |  |  |
|  |                                                             |  |  |  |  |  |  |  |  |  |  |  |  |  |  |  |
|  |                                                             |  |  |  |  |  |  |  |  |  |  |  |  |  |  |  |
|  | 2. Jofré de Borja y Escrivá                                 |  |  |  |  |  |  |  |  |  |  |  |  |  |  |  |
|  |                                                             |  |  |  |  |  |  |  |  |  |  |  |  |  |  |  |
|  |                                                             |  |  |  |  |  |  |  |  |  |  |  |  |  |  |  |
|  | 20. Andreu Guillem de Escrivà, Señor de Agres               |  |  |  |  |  |  |  |  |  |  |  |  |  |  |  |
|  |                                                             |  |  |  |  |  |  |  |  |  |  |  |  |  |  |  |
|  |                                                             |  |  |  |  |  |  |  |  |  |  |  |  |  |  |  |
|  | 10. Andreu Guillem de Escrivà y Pallarès, Señor de Agres    |  |  |  |  |  |  |  |  |  |  |  |  |  |  |  |
|  |                                                             |  |  |  |  |  |  |  |  |  |  |  |  |  |  |  |
|  |                                                             |  |  |  |  |  |  |  |  |  |  |  |  |  |  |  |
|  | 21. Sança Pallarès                                          |  |  |  |  |  |  |  |  |  |  |  |  |  |  |  |
|  |                                                             |  |  |  |  |  |  |  |  |  |  |  |  |  |  |  |
|  |                                                             |  |  |  |  |  |  |  |  |  |  |  |  |  |  |  |
|  | 5. Sibilia de Escrivà y Pròixita                            |  |  |  |  |  |  |  |  |  |  |  |  |  |  |  |
|  |                                                             |  |  |  |  |  |  |  |  |  |  |  |  |  |  |  |
|  |                                                             |  |  |  |  |  |  |  |  |  |  |  |  |  |  |  |
|  | 11. Sibília de Pròixita                                     |  |  |  |  |  |  |  |  |  |  |  |  |  |  |  |
|  |                                                             |  |  |  |  |  |  |  |  |  |  |  |  |  |  |  |
|  |                                                             |  |  |  |  |  |  |  |  |  |  |  |  |  |  |  |
|  | 1. Papa Alejandro VI                                        |  |  |  |  |  |  |  |  |  |  |  |  |  |  |  |
|  |                                                             |  |  |  |  |  |  |  |  |  |  |  |  |  |  |  |
|  |                                                             |  |  |  |  |  |  |  |  |  |  |  |  |  |  |  |
|  | 12. Domingo I de Borja                                      |  |  |  |  |  |  |  |  |  |  |  |  |  |  |  |
|  |                                                             |  |  |  |  |  |  |  |  |  |  |  |  |  |  |  |
|  |                                                             |  |  |  |  |  |  |  |  |  |  |  |  |  |  |  |
|  | 6. Juan Domingo de Borja y Doncel, Señor de Torre de Canals |  |  |  |  |  |  |  |  |  |  |  |  |  |  |  |
|  |                                                             |  |  |  |  |  |  |  |  |  |  |  |  |  |  |  |
|  |                                                             |  |  |  |  |  |  |  |  |  |  |  |  |  |  |  |
|  | 13. Caterina Doncel                                         |  |  |  |  |  |  |  |  |  |  |  |  |  |  |  |
|  |                                                             |  |  |  |  |  |  |  |  |  |  |  |  |  |  |  |
|  |                                                             |  |  |  |  |  |  |  |  |  |  |  |  |  |  |  |
|  | 3. Isabel de Borja y Llançol                                |  |  |  |  |  |  |  |  |  |  |  |  |  |  |  |
|  |                                                             |  |  |  |  |  |  |  |  |  |  |  |  |  |  |  |
|  |                                                             |  |  |  |  |  |  |  |  |  |  |  |  |  |  |  |
|  | 7. Francina Llançol                                         |  |  |  |  |  |  |  |  |  |  |  |  |  |  |  |
|  |                                                             |  |  |  |  |  |  |  |  |  |  |  |  |  |  |  |
|  |                                                             |  |  |  |  |  |  |  |  |  |  |  |  |  |  |  |

## Cultura popular
- Ensayos:
- 2000 Los Borja, familia y mito de Joan Francesc Mira

- Novela histórica:
- 1913 "La Roma de los Borgia", de Guillaume Apollinaire (en «Bibliothèque des Curieux»),[43]
- 1958 Los Borgia de Jean Plaidy
- 1996 Borja Papa de Joan Francesc Mira
- 1998 O César o nada, de Manuel Vázquez Montalbán
- 2001 Los Borgia de Mario Puzo.
- 2023 En el nombre del poder de Juanjo Braulio

- Cine:
- 1926 Lucrezia Borgia. Alejandro VI es interpretado por Roger Karl.
- 2006 Los Borgia, dirigida por Antonio Hernández (personaje interpretado por Lluís Homar).
- 2009 Assassin's Creed Lineage donde aparece Rodrigo Borgia interpretado por Manuel Tadros.

- Teatro:
- 1986 Los Borgia, drama musical argentino escrito, dirigido y protagonizado por Pepe Cibrián Campoy, con música de Martín Bianchedi y Ángel Mahler.

- Serie de televisión,
- 1981 Los Borgia. Serie de la BBC, donde es encarnado por Adolfo Celi.
- 2011The Borgias. Serie de Showtime donde el personaje de Alejandro VI es interpretado por Jeremy Irons.
- 2011 Borgia, una familia consagrada al vicio. Cosmopolitan. El personaje de Alejandro VI es interpretado por John Doman.
- 2012 Horrible Histories TV Series (Cuarta Temporada). Programa infantil de la BBC, Alejandro VI corre a cargo del actor británico Jim Howick.
- 2012, 2014. Isabel. Serie de TVE (Primera y Tercera Temporada), interpretado por Jorge Bosch.
- Historietas:
- 2021 Los Borgia (edición integral). ALEJANDRO JODOROWSKY y MILO MANARA

- Videojuegos:
- 2009 Assassin's Creed II. Franquicia de Ubisoft, Rodrigo Borgia es el antagonista principal de la historia y Gran Maestre de la Orden del Temple. Su rostro está basado en el actor Manuel Tadros en Assassin' Creed Lineage.
- 2010 Assassin's Creed II: Discovery. Vuelve a hacer su aparición esta vez como el papa Alejandro VI.
- 2010 Assassin's Creed: Brotherhood. Franquicia de Ubisoft, Alejandro VI sigue siendo uno de los enemigos de la Hermandad de los Asesinos, aunque ya no el principal.

## Sucesión
| Predecesor: Vacante desde 1415                                | Cardenal diácono de San Nicolás In Carcere 1456-1471               | Sucesor: Giovanni Battista Savelli                                 |
| Predecesor: Domenico Capranica                                | Cardenal diácono de Santa María en Vía Lata in commendam 1458-1492 | Sucesor: Juan de Borja Lanzol de Romaní, el menor                  |
| Predecesor: Alfonso de Borja y Cabanilles                     | Obispo de Valencia 1458-1492                                       | Sucesor: Él mismo, como arzobispo de la archidiócesis de Valencia. |
| Predecesor: Prospero Colonna                                  | Cardenal protodiácono 1463-1471                                    | Sucesor: Rafael Sansoni Riario                                     |
| Predecesor: Ludovico Scarampi Mezzarota                       | Cardenal obispo de Albano 1471-1476                                | Sucesor: Oliverio Carafa                                           |
| Predecesor: Filippo Calandrini                                | Cardenal obispo de Porto-Santa Rufina 1476-1492                    | Sucesor: Giovanni Michiel                                          |
| Predecesor: Lope de Ribas                                     | Obispo de Cartagena 1482 - 1492                                    | Sucesor: Bernardino López de Carvajal y Sande                      |
| Predecesor: Guillaume d'Estouteville                          | Decano del Colegio Cardenalicio 1483-1492                          | Sucesor: Oliviero Carafa                                           |
| Predecesor: Diego de Avellaneda                               | Obispo de Mallorca 1489-1492                                       | Sucesor: Giovanni Battista Savelli                                 |
| Predecesor: Él mismo, como obispo de la diócesis de Valencia. | Arzobispo de Valencia 1492                                         | Sucesor: César de Borja                                            |
| Predecesor: Inocencio VIII                                    | Papa 11 de agosto de 1492-18 de agosto de 1503                     | Sucesor: Pío III                                                   |